# Prémios Emmy do Primetime de 2019
A 71.ª edição dos Prémios Emmy do Primetime premiou os melhores programas de televisão no horário nobre dos Estados Unidos exibidos no período de 1º de junho de 2018 até 31 de maio de 2019, conforme escolhido pela Academia de Artes e Ciências da Televisão. A cerimônia ocorreu em 22 de setembro de 2019, no Microsoft Theater, em Los Angeles, na Califórnia, e foi transmitida em território norte-americano pela Fox. As nomeações foram reveladas em 16 de julho de 2019 por D'Arcy Carden e Ken Jeong.
As nomeações foram anunciadas em 16 de julho de 2019 por D'Arcy Carden e Ken Jeong. A série Game of Thrones angariou quatorze nomeações, incluindo nove por atração e três por direção. Seguidamente, When They See Us e Barry receberam nove e onze indicações, respectivamente. Contando as indicações ao Creative Arts Awards, Game of Thrones estabeleceu um novo recorde com um total de 32 indicações, ultrapassando NYPD Blue, que liderava com 26 nomeações. A emissora Pop TV recebeu a sua primeira nomeação ao Emmy com a série Schitt's Creek.

## Vencedores e nomeados
| Melhor série de comédia - Fleabag (Amazon Prime Video) - Barry (HBO) - The Good Place (NBC) - The Marvelous Mrs. Maisel (Amazon Prime Video) - Russian Doll (Netflix) - Schitt's Creek (Pop TV) - Veep (HBO)                          | Melhor série dramática - Game of Thrones (HBO) - Better Call Saul (AMC) - Bodyguard (Netflix) - Killing Eve (BBC America) - Ozark (Netflix) - Pose (FX) - Succession (HBO) - This Is Us (NBC)                                       |
| Melhor talk show - Last Week Tonight with John Oliver (HBO) - The Daily Show (Comedy Central) - Full Frontal with Samantha Bee (TBS) - Jimmy Kimmel Live! (ABC) - The Late Late Show (CBS) - The Late Show with Stephen Colbert (CBS) | Melhor programa de esquetes - Saturday Night Live (NBC) - At Home with Amy Sedaris (truTV) - Documentary Now! (IFC) - Drunk History (Comedy Central) - I Love You, America with Sarah Silverman (Hulu) - Who Is America? (Showtime) |
| Melhor série limitada - Chernobyl (HBO) - Escape at Dannemora (Showtime) - Fosse/Verdon (FX) - Sharp Objects (HBO) - When They See Us (Netflix)                                                                                       | Melhor telefilme - Black Mirror: Bandersnatch (Netflix) - Brexit: The Uncivil War (HBO) - Deadwood: The Movie (HBO) - King Lear (Amazon Prime Video) - My Dinner with Hervé (HBO)                                                   |
| Melhor reality show de competição - RuPaul's Drag Race (VH1) - The Amazing Race (CBS) - American Ninja Warrior (NBC) - Nailed It! (Netflix) - Top Chef (Bravo) - The Voice (NBC)                                                      | |

### Atuação

#### Atuação principal
| Melhor ator principal em série de comédia - Bill Hader como Barry Berkman/Barry Block por Barry (HBO) - Don Cheadle como Mo Monroe por Black Monday (Showtime) - Anthony Anderson como Andre "Dre" Johnson por Black-ish (ABC) - Ted Danson como Michael por The Good Place (NBC) - Michael Douglas como Sandy Kominsky por The Kominsky Method (Netflix) - Eugene Levy como Johnny Rose por Schitt's Creek (Pop TV)                              | Melhor atriz principal em série de comédia - Phoebe Waller-Bridge como Fleabag por Fleabag (Amazon Prime Video) - Christina Applegate como Jen por Dead to Me (Netflix) - Rachel Brosnahan como Miriam "Midge" Maisel por The Marvelous Mrs. Maisel (Amazon Prime Video) - Natasha Lyonne como Nadia Vulvokov por Russian Doll (Netflix) - Catherine O'Hara como Moira Rose por Schitt's Creek (Pop TV) - Julia Louis-Dreyfus como Selina Meyer por Veep (HBO)                              |
| Melhor ator principal em série dramática - Billy Porter como Pray Tell por Pose (FX) - Bob Odenkirk como Jimmy McGill por Better Call Saul (AMC) - Kit Harington com Jon Snow por Game of Thrones (HBO) - Jason Bateman como Martin "Marty" Byrde por Ozark (Netflix) - Sterling K. Brown como Randall Pearson por This Is Us (NBC) - Milo Ventimiglia como Jack Pearson por This Is Us (NBC)                                                     | Melhor atriz principal em série dramática - Jodie Comer como Villanelle por Killing Eve (BBC America) - Emilia Clarke como Daenerys Targaryen por Game of Thrones (HBO) - Robin Wright como Claire Underwood por House of Cards (Netflix) - Viola Davis como Annalise Keating por How to Get Away with Murder (ABC) - Sandra Oh como Eve Polastri por Killing Eve (BBC America) - Laura Linney como Wendy Byrde por Ozark (Netflix) - Mandy Moore como Rebecca Pearson por This Is Us (NBC) |
| Melhor ator principal em série limitada ou telefilme - Jharrel Jerome como Korey Wise por When They See Us (Netflix) - Mahershala Ali como Wayne Hays por True Detective (HBO) - Hugh Grant como Jeremy Thorpe por A Very English Scandal (Amazon Prime Video) - Benicio Del Toro como Richard Matt por Escape at Dannemora (Showtime) - Jared Harris como Valery Legasov por Chernobyl (HBO) - Sam Rockwell como Bob Fosse por Fosse/Verdon (FX) | Melhor atriz principal em série limitada ou telefilme - Michelle Williams como Gwen Verdon por Fosse/Verdon (FX) - Amy Adams como Camille Preaker por Sharp Objects (HBO) - Patricia Arquette como Joyce "Tilly" Mitchell" por Escape at Dannemora (Showtime) - Aunjanue Ellis como Sharonne Salaam por When They See Us (Netflix) - Joey King como Gypsy Rose Blanchard por The Act (Hulu) - Niecy Nash como Delores Wise por When They See Us (Netflix)                                   |

#### Atuação coadjuvante
| Melhor ator coadjuvante em série de comédia - Tony Shalhoub como Abe Weissman por The Marvelous Mrs. Maisel (Amazon Prime Video) - Alan Arkin como Norman Newlander por The Kominsky Method (Netflix) - Anthony Carrigan como NoHo Hank por Barry (HBO) - Tony Hale como Gary Walsh por Veep (HBO) - Stephen Root como Monroe Fuches por Barry (HBO) - Henry Winkler como Gene Cousineau por Barry (HBO)                                                                                            | Melhor atriz coadjuvante em série de comédia - Alex Borstein como Susie Myerson por The Marvelous Mrs. Maisel (Amazon Prime Video) - Anna Chlumsky como Amy Brookheimer por Veep (HBO) - Sian Clifford como Claire por Fleabag (Amazon Prime Video) - Olivia Colman como Godmother por Fleabag (Amazon Prime Video) - Betty Gilpin como Debbie Eagan por GLOW (Netflix) - Sarah Goldberg como Sally Reed por Barry (HBO) - Marin Hinkle como Rose Weissman por The Marvelous Mrs. Maisel (Amazon Prime Video) - Kate McKinnon como vários personagens por Saturday Night Live (NBC) |
| Melhor ator coadjuvante em série dramática - Peter Dinklage como Tyrion Lannister por Game of Thrones (HBO) - Alfie Allen como Theon Greyjoy por Game of Thrones (HBO) - Jonathan Banks como Mike Ehrmantraut por Better Call Saul (AMC) - Nikolaj Coster-Waldau como Jaime Lannister por Game of Thrones (HBO) - Giancarlo Esposito como Gus Fring por Better Call Saul (AMC) - Michael Kelly como Doug Stamper por House of Cards (Netflix) - Chris Sullivan como Toby Damon por This Is Us (NBC) | Melhor atriz coadjuvante em série dramática - Julia Garner como Ruth Langmore por Ozark (Netflix) - Gwendoline Christie como Brienne de Tarth por Game of Thrones (HBO) - Lena Headey como Cersei Lannister por Game of Thrones (HBO) - Fiona Shaw como Carolyn Martens por Killing Eve (BBC America) - Sophie Turner como Sansa Stark por Game of Thrones (HBO) - Maisie Williams como Arya Stark por Game of Thrones (HBO) |
| Melhor ator coadjuvante em série limitada ou telefilme - Ben Whishaw como Norman Josiffe por A Very English Scandal (Amazon Prime Video) - Asante Blackk como Kevin Richardson por When They See Us (Netflix) - Paul Dano como David Sweat por Escape at Dannemora (Showtime) - John Leguizamo como Raymond Santana, Sr. por When They See Us (Netflix) - Stellan Skarsgård como Boris Shcherbina por Chernobyl (HBO) - Michael K. Williams como Bobby McCray por When They See Us (Netflix)        | Melhor atriz coadjuvante em série limitada ou telefilme - Patricia Arquette como Dee Dee Blanchard por The Act (Hulu) - Marsha Stephanie Blake como Linda McCray por When They See Us (Netflix) - Patricia Clarkson como Adora Crellin por Sharp Objects (HBO) - Vera Farmiga como Elizabeth Lederer por When They See Us (Netflix) - Margaret Qualley como Ann Reinking por Fosse/Verdon (FX) - Emily Watson como Ulana Khomyuk por Chernobyl (HBO) |

### Direção
| Melhor direção em série de comédia - Fleabag (Episódio: "Episode 1"), dirigido por Harry Bradbeer (Amazon Prime Video) - Barry (Episódio: "The Audition"), dirigido por Alec Berg (HBO) - Barry (Episódio: "ronny/lily"), dirigido por Bill Hader (HBO) - The Big Bang Theory (Episódio: "The Stockholm Syndrome"), dirigido por Mark Cendrowski (CBS) - The Marvelous Mrs. Maisel (Episódio: "All Alone"), dirigido por Amy Sherman-Palladino (Prime Video) - The Marvelous Mrs. Maisel (Episódio: "We're Going to the Catskills!"), dirigido por Daniel Palladino (Prime Video) | Melhor direção em série dramática - Ozark (Episódio: "Reparations"), dirigido por Jason Bateman (Netflix) - Game of Thrones (Episódio: "The Iron Throne"), dirigido por David Benioff e D. B. Weiss (HBO) - Game of Thrones (Episódio: "The Last of the Starks"), dirigido por David Nutter (HBO) - Game of Thrones (Episódio: "The Long Night"), dirigido por Miguel Sapochnik (HBO) - The Handmaid's Tale (Episódio: "Holly"), dirigido por Daina Reid (Hulu) - Killing Eve (Episódio: "Desperate Times"), dirigido por Lisa Brühlmann (BBC America) - Succession (Episódio: "Celebration"), dirigido por Adam McKay (HBO) |
| Melhor direção em especial de variedades - Saturday Night Live (Episódio: "Host: Adam Sandler"), dirigido por Don Roy King (NBC) - Documentary Now! (Episódio: "Waiting for the Artist"), dirigido por Alex Buono e Rhys Thomas (IFC) - Drunk History (Episódio: "Are You Afraid of the Drunk?"), dirigido por Derek Waters (Comedy Central) - Last Week Tonight with John Oliver (Episódio: "Psychics"), dirigido por Paul Pennolino (HBO) - The Late Show with Stephen Colbert (Episódio: "Live Midterm Election Show") dirigido por Jim Hoskinson (CBS) - Who Is America? (Episódio: "Episode 102"), dirigido por Sacha Baron Cohen, Nathan Fielder, Daniel Gray Longino e Dan Mazer (Showtime) | Melhor direção em série limitada, telefilme ou especial dramático - Chernobyl, dirigido por Johan Renck (HBO) - Escape at Dannemora, dirigido por Ben Stiller (Showtime) - Fosse/Verdon (Episódio: "Glory"), dirigido por Jessica Yu (FX) - Fosse/Verdon (Episódio: "Who's Got the Pain"), dirigido por Thomas Kail (FX) - A Very English Scandal, dirigido por Stephen Frears (Prime Video) - When They See Us, dirigido por Ava DuVernay (Netflix) |

### Roteiro
| Melhor roteiro em série de comédia - Fleabag (Episódio: "Episode 1", escrito por Phoebe Waller-Bridge (Prime Video) - Barry (Episódio: "ronny/lily"), escrito por Alec Berg e Bill Hader (HBO) - The Good Place (Episódio: "Janet(s)"), escrito por Josh Siegal e Dylan Morgan (NBC) - PEN15 (Episódio: "Anna Ishii-Peters"), escrito por Maya Erskine e Anna Konkle (Hulu) - Russian Doll (Episódio: "Nothing in This World Is Easy"), escrito por Natasha Lyonne, Leslye Headland e Amy Poehler (Netflix) - Russian Doll (Episódio: "A Warm Body"), escrito por Allison Silverman (Netflix) - Veep (Episódio: "Veep"), escrito por David Mandel (HBO) | Melhor roteiro em série dramática - Succession (Episódio: "Nobody Is Ever Missing"), escrito por Jesse Armstrong (HBO) - Better Call Saul (Episódio: "Winner"), escrito por Peter Gould e Thomas Schnauz (AMC) - Bodyguard (Episódio: "Episode 1"), escrito por Jed Mercurio (Netflix) - Game of Thrones (Episódio: "The Iron Throne"), escrito por David Benioff e D. B. Weiss (HBO) - The Handmaid's Tale (Episódio: "Holly"), escrito por Bruce Miller e Kira Snyder (Hulu) - Killing Eve (Episódio: "Nice and Neat"), escrito por Emerald Fennell (BBC America)                             |
| Melhor roteiro de especial de variedades - Last Week Tonight with John Oliver (HBO) - Documentary Now! (IFC) - Full Frontal with Samantha Bee (TBS) - Late Night with Seth Meyers (NBC) - The Late Show with Stephen Colbert (CBS) - Saturday Night Live (NBC) | Melhor roteiro para série limitada, telefilme ou especial dramático - Chernobyl, escrito por Craig Mazin (HBO) - Escape at Dannemora (Episódio: "Part 6"), escrito por Brett Johnson, Michael Tolkin e Jerry Stahl (Showtime) - Escape at Dannemora (Episódio: "Part 7"), escrito por Brett Johnson e Michael Tolkin (Showtime) - Fosse/Verdon (Episódio: "Providence"), escrito por Joel Fields e Steven Levenson (FX) - A Very English Scandal, escrito por Russell T Davies (Prime Video) - When They See Us (Episódio: "Part Four"), escrito por Ava DuVernay e Michael Starrbury (Netflix) |